# Ubiratan Pereira Maciel
Pour les articles homonymes, voir Maciel.
Ubiratan Pereira Maciel, plus connu sous le nom de Bira, né le 18 janvier 1944, à São Paulo, au Brésil, mort le 17 juillet 2002 à Brasilia, au Brésil, est un joueur brésilien de basket-ball. 

## Palmarès
- 3e des Jeux olympiques 1964
- Champion du monde 1963
- Troisième du championnat du monde 1967
- Finaliste du championnat du monde 1970
- Troisième du championnat du monde 1978
- Finaliste des Jeux panaméricains de 1963
- Troisième des Jeux panaméricains de 1975
- Troisième des Jeux panaméricains de 1979